# Emblème de Taïwan

Le soleil blanc sur fond bleu, emblème de la république de Chine.

 (avril 2021).
Si vous disposez d'ouvrages ou d'articles de référence ou si vous connaissez des sites web de qualité traitant du thème abordé ici, merci de compléter l'article en donnant les références utiles à sa vérifiabilité et en les liant à la section « Notes et références ».
L'emblème de la république de Chine est utilisé depuis 1928, d'abord par la première république de Chine fondée par Sun Yat-sen.
C'était à l'origine l'emblème du Guomindang, dessiné en 1885 par Lu Haodong, ami de Sun Yat-sen. 
Il est composé d'un disque d'azur, sur lequel apparait un soleil d'argent. Le soleil émet douze rayons qui symbolisent les douze mois de l'année et les traditionnelles douze heures chinoises. Le soleil symbolise la liberté.
Il figure depuis 1928 sur le drapeau de la république de Chine.

## Notes et références

L'emblème national de la république de Chine (1913-1928) et de la restauration impériale chinoise (1915-1916).